# 克拉姆福什市镇

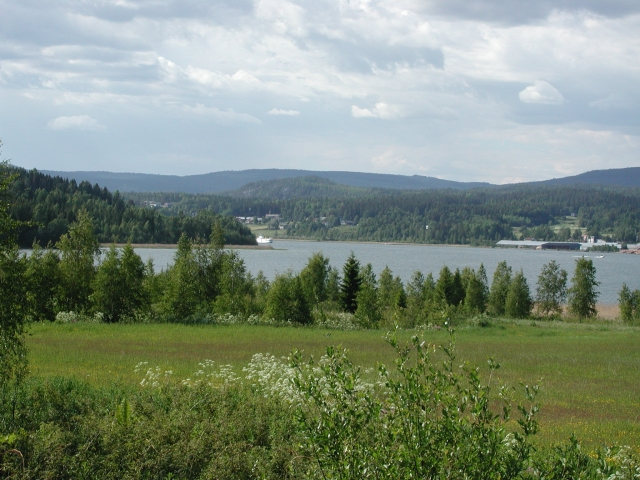
一处名叫Rödviken的海湾

克拉姆福什市镇（瑞典語：Kramfors kommun）是瑞典北部西诺尔兰省的一个市镇。其治所位于克拉姆福什。